# بايرون ديفيز
بايرون ديفيز (بالإنجليزية: Byron Davies) هو سياسي بريطاني، ولد في 4 سبتمبر 1952 في المملكة المتحدة. حزبياً، نشط في الحزب الويلزي المحافظ. في انتخابات الجمعية الوطنية الويلزية 2011 ‏، انتخب عضو الجمعية الوطنية الويلزية الرابعة ‏ عن دائرة South Wales West (Senedd electoral region) ‏ وقد انضم خلال فترته النيابية ‏ (5 مايو 2011 – 15 مايو 2015) للكتلة البرلمانية الحزب الويلزي المحافظ وفي الانتخابات العامة في المملكة المتحدة 2015، انتخب عضو برلمان المملكة المتحدة الـ56 عن دائرة غاور وقد انضم خلال فترته النيابية ‏ (8 مايو 2015 – 3 مايو 2017) للكتلة البرلمانية حزب المحافظين.